# Bellier
Bellier Automobiles als Nachfolgeunternehmen von Bel Motors ist ein französischer Leichtkraftwagenhersteller mit Sitz in Talmont-Saint-Hilaire. Die Firma unter der Leitung von Jean-Jacques Bellier produziert seit 1980 Leichtkraftfahrzeuge, unter anderem auch einen Kleintransporter gemäß Führerschein Klasse S mit Pritsche und Bordwänden.
Im Unterschied zu anderen Kleinwagen kann der Wagen in manchen Ländern ohne PKW-Führerschein mit einem Moped-Führerschein gefahren werden.

## Weblinks

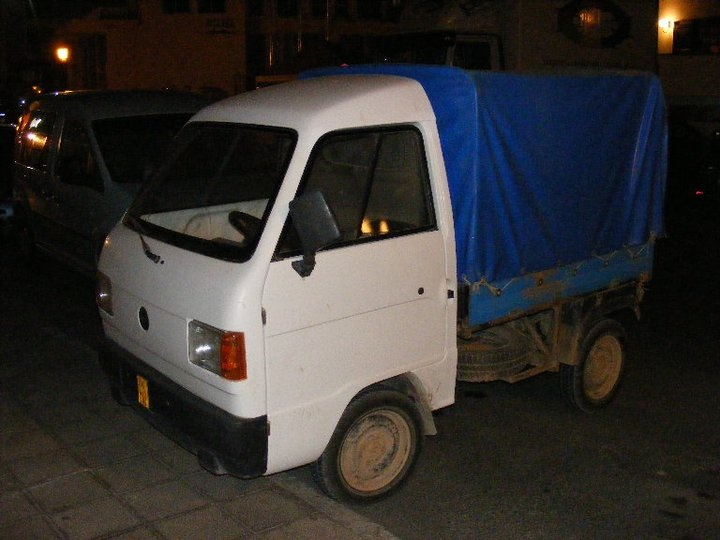
Bellier Kleintransporter